# Zercon
Zercon es un género de ácaros perteneciente a la familia Zerconidae.

## Especies
Zercon C.L.Koch, 1836
- Zercon acanticus Blaszak, 1978
- Zercon acrochordus (Blaszak, 1979)
- Zercon adoxellus Blaszak, 1978
- Zercon adoxyphes Blaszak, 1979
- Zercon agnostus Blaszak, 1979
- Zercon amidrytus Blaszak, 1978
- Zercon amphibolus Blaszak, 1978
- Zercon andrei Sellnick, 1958
- Zercon aniellae Solomon, 1984
- Zercon apladellus Blaszak
- Zercon asaphus Blaszak, 1976
- Zercon asymmetricus Balan, 1991
- Zercon athiasi Vincze, 1965
- Zercon austriacus Sellnick, 1959
- Zercon ayyildizi Urhan, 1997
- Zercon bajcalensis Blaszak, 1979
- Zercon balearicus Athias Henriot, 1961
- Zercon beleviensis Urhan, 2002
- Zercon berlesei Sellnick, 1958
- Zercon bisetosus Balan, 1995
- Zercon blaszaki Solomon, 1982
- Zercon brachysetosus Balan, 1992
- Zercon bulgaricus Balogh, 1961
- Zercon burdurensis Urhan, 2001
- Zercon caenolestes Blaszak, 1976
- Zercon capillatus Berlese, 1914
- Zercon caucasicus Blaszak, 1979
- Zercon cazorlensis Athias Henriot, 1961
- Zercon colligans Berlese, 1920
- Zercon comaliatus Blaszak, 1978
- Zercon crinitus Berlese, 1920
- Zercon delicatus Urhan & Ekiz, 2002
- Zercon disparipila Athias Henriot, 1961
- Zercon dzobavi Balan & Vinnik, 1993
- Zercon echinatus Schweizer, 1922
- Zercon embersoni Blaszak, 1985
- Zercon encarpatus Athias Henriot, 1961
- Zercon forliensis Sellnick, 1944
- Zercon forsslundi Sellnick, 1958
- Zercon foveolatus Halaskova, 1969
- Zercon fragilis Urhan, 2001
- Zercon franzi (Willmann, 1943)
- Zercon furcatus G. Canestrini & Fanzago, 1876
- Zercon gerhardi Halaskova, 1979
- Zercon heilongjiangensis Ma & Yin, 1999
- Zercon hemimbricatus Skorupski & Luxton, 1996
- Zercon henoticus Blaszak, 1979
- Zercon hibericus Mihelcic, 1960
- Zercon hispanicus Sellnick, 1958
- Zercon ignobilis Blaszak, 1979
- Zercon incompletus Balan, 1995
- Zercon indiscretus Blaszak, 1979
- Zercon inornatus Willmann, 1943
- Zercon insperatus Blaszak, 1979
- Zercon italicus Sellnick, 1944
- Zercon jammicus Blaszak, 1979
- Zercon jilinensis Ma, 2003
- Zercon kackaricus Urhan & Ekiz, 2002
- Zercon karadaghiensis Balan, 1992
- Zercon kashmiricus Blaszak, 1979
- Zercon kaszabi Blaszak, 1978
- Zercon kosovina Kontschán, 2006[2]
- Zercon latissimus Sellnick, 1944
- Zercon leitnerae Willmann, 1953
- Zercon lepurus Blaszak, 1979
- Zercon lindrothi Lundqvist & Johnston, 1985
- Zercon mahunkai Blaszak, 1978
- Zercon michejdai Blaszak, 1979
- Zercon moldavicus Calugar, 1997
- Zercon mongolicus Blaszak, 1978
- Zercon montanus Willmann, 1943
- Zercon mucronatus G. Canestrini & Fanzago, 1876
- Zercon navarrensis Moraza, 1989
- Zercon nemoralis Urhan, 2001
- Zercon notabilis Blaszak, 1979
- Zercon ovalis Balan, 1992
- Zercon ozkani Urhan & Ayyildiz, 1993
- Zercon parivus Moraza, 1991
- Zercon perforatulus Berlese, 1904
- Zercon pinicola Halaskova, 1969
- Zercon plumatopilus Athias-Henriot, 1961
- Zercon polonicus Blaszak, 1970
- Zercon ponticus Balan, 1991
- Zercon prasadi Blaszak, 1979
- Zercon quadricavum Urhan, 2001
- Zercon rafaljanus Błaszak & Łaniecka, 2007[3]
- Zercon reticulatus Ramadan, 1997
- Zercon rhoi Valle, 1965
- Zercon rigidus Blaszak, 1979
- Zercon romagniolus Sellnick, 1944
- Zercon rupestrinus Blaszak, 1979
- Zercon salebrosus Blaszak, 1979
- Zercon salmani Urhan, 2002
- Zercon saphenus Blaszak, 1979
- Zercon sarasinorum Schweizer, 1949
- Zercon schrammi Blaszak, 1979
- Zercon secundus Blaszak, 1979
- Zercon separatus Urhan, 2001
- Zercon septemporus Urhan, 2001
- Zercon serenoides Blaszak & Polanska, 1998
- Zercon serenus Halaskova, 1970
- Zercon serratus Urhan, 2001
- Zercon shcherbakae Balan, 1994
- Zercon similis Sellnick, 1958
- Zercon sklari Balan, 1992
- Zercon solenites Haarlov, 1942
- Zercon sonamargus Blaszak, 1979
- Zercon spatulatus Koch, 1839
- Zercon srinagaricus Blaszak, 1979
- Zercon storkani Halaskova, 1969
- Zercon sylvii Solomon, 1982
- Zercon szeptyckii Blaszak, 1976
- Zercon tarpanicus Blaszak, 1979
- Zercon tauricus Balan, 1991
- Zercon trabzonensis Urhan, 1997
- Zercon triangularis C.L.Koch, 1836
- Zercon turcicus Urhan & Ayyildiz, 1993
- Zercon villosus Blaszak & Polanska, 1998
- Zercon wisniewskii Blaszak & Skorupski, 1992
- Zercon xiaoxinganlingensis Ma & Yin, 1999
- Zercon zangherii Sellnick, 1944
- Zercon zelawaiensis Sellnick, 1944